# Mesara

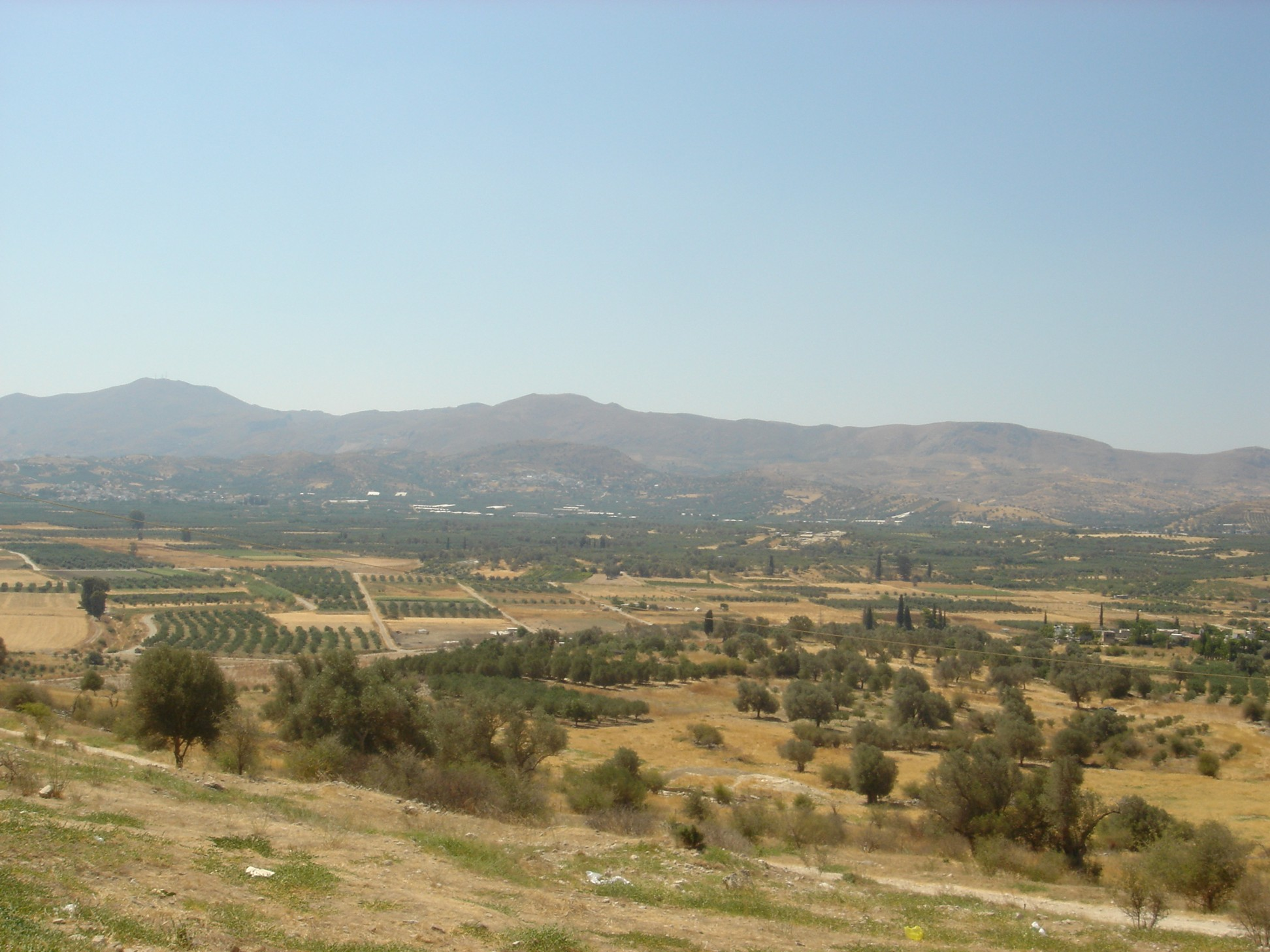
Widok na Mesara z minojskiego Fajstos

Mesara (także Messara; grec. Μεσαρά, Μεσσαρά) – równinny obszar iluwialny w południowej Krecie, nad którą górują ruiny minojskiego Fajstos. Na obrzeżach położone są także ruiny innego starożytnego miasta Krety - Gortyny. Rozciąga się na długości około 50 km, jej szerokość natomiast dochodzi do 7 km, kończy się na wybrzeżu Zatoki Mesarskiej. Od połowy 2 tysiąclecia p.n.e. obszar ten narósł do 6 km na skutek przyrostu osadu iluwialnego. Glina pochodząca stąd była wykorzystywana przy wytwarzaniu minojskiej ceramiki. 